# Retamoso de la Jara
Retamoso de la Jara è un comune spagnolo di 106 abitanti situato nella comunità autonoma di Castiglia-La Mancia.
Fino al 2004 si è chiamato Retamoso. Si è distaccato dal comune di Torrecilla de la Jara nel 1926.